# Sole Otero
Sole Otero (nacida como María Soledad Otero, el 1 de febrero de 1985 en Buenos Aires, Argentina) es una historietista, ilustradora y diseñadora textil. Es conocida por sus novelas gráficas Poncho Fue (2017), Intensa (2019) Naftalina (2020) y Walicho (2023).

## Reseña biográfica
Sole Otero comenzó su carrera como historietista a principio de la década del 2000. En el año 2006 abrió su primer blog Sólo le pasa a Sole en el que publicaba la tira homónima y Salita Roja. En el año 2009 se unió al colectivo latinoamericano de historietistas Historietas Reales y en el año 2010 al colectivo internacional Chicks on Comics, del que formó parte hasta el año 2017. En el año 2009 publicó la historieta infantil Popi para la revista Billiken. En el año 2015 publicó su primer libro en España, el compilado de tiras diarias La pelusa de los días.
Luego publicó en Argentina y España las novelas gráficas Poncho Fue e Intensa (2017 y 2019, respectivamente) esta última realizada en una residencia en la Maison des Auteurs, en Angoulème, Francia. Con su siguiente proyecto de libro Naftalina ganó el premio Fnac-Salamandra Graphic. Luego de su publicación en el año 2020, el libro ganó el premio Bullet d'or en el Festival Viñetas de Poitiers, el Fauve Prix du Public France TV del Festival de Angoulême y el Prix Lyceen del Festival Colomiers. En 2023 publica en España y Argentina su novela gráfica "Walicho".
"Otero forma parte de una constelación de historietistas jóvenes argentinas como María Luque, Jazmín Varela, Flora Márquez, Nacha Vollenweider y China Ocho, que se siguen abriendo pasos más allá de cualquier frontera geográfica."

## Distinciones
- Mejor proyecto (FNAC-Salamadra Graphic, 2019)
- Mejor obra (Bullet d'or, 2021)
- Prix du Public France TV (Festival de Angoulême, 2023)
- Prix Lyceen (Festival de Colomiers, 2023)

## Obra
- La Pelusa de los días. La Cúpula. 2015.
- La de las botas rojas. Szama ediciones. 2015.
- Poncho Fue. La Cúpula. 2017.
- Siempre la misma historia. Dícese Ediciones. 2018.
- Intensa. Astiberri. 2019.
- Pangea. Szama ediciones. 2020.
- Naftalina. Salamandra Graphic. 2020.
- Noni. Mamut. 2022.
- Walicho. Salamandra Graphic. 2023.

- Datos: Q52520634